# Epistaza
Epistaza (Epistasis, gr. „stojący na”) – w genetyce zjawisko oddziaływania produktów ekspresji jednych genów na inne geny niebędące względem nich allelami. Kilka różnych par alleli warunkuje wówczas pojedynczą cechę. Dzieje się tak w przypadku albinizmu, czyli gdy geny warunkują enzymy należące do jednego szlaku metabolicznego.
Rodzaje epistazy (w nawiasach podano stosunek fenotypowy w układzie dwóch genów):
1. recesywna (9:3:4)[4], np. dziedziczenia barwy kwiatów u Collinsia parviflora, gdzie synteza antocyjanu b zależy od dwóch enzymów[5]; dziedziczenie koloru sierści u myszy, gdzie gen epistatyczny decyduje, czy barwnik będzie odkładany w sierści czy nie[1];
2. podwójna recesywna (9:7)[4], traktowana też czasem jako komplementacja, np. barwa kwiatów dzwonka karpackiego[5], barwa kwiatów fasoli[4] lub barwa strąków grochu[4];
3. dominująca (12:3:1)[4];
4. podwójna dominująca (15:1)[4];
5. dominująca i recesywna (13:3)[potrzebny przypis].

Gen epistatyczny – jest to gen, który maskuje.
Gen hipostatyczny – gen, który jest maskowany.